# Stefan Kaczmarz
Stefan Kaczmarz (Lviv (Lemberg), 1895, Galicië, Oostenrijk-Hongarije (nu Oekraïne) - Katyn, 1940) was een Pools wiskundige. Zijn Kaczmarz-methode vormde de basis voor vele moderne imaging-technologieën, waaronder de CAT-scan. 
Kaczmarz was adjunct hoogleraar in de mechanica aan de Lwow Polytechnische hogeschool, waar hij samenwerkte met Stefan Banach. 
Kaczmarz werd in 1939, na de Sovjet-invasie van Polen, samen met vele andere leden van de Poolse intelligentsia opgepakt door de NKVD. Hij werd tot vijand van de Sovjet-regime verklaard. Op bevel van Politbureau werd hij in 1940 samen met vele anderen bij het bloedbad van Katyn geëxecuteerd.  